# Arnold (keresztnév)
Az Arnold férfinév a germán Arnwald névből származik, amelynek elemei sas és uralkodó jelentésűek. Női párja: Arnolda.

## Képzett és rokon nevek
- Arnó:[1] a név német rövidülése[3]
- Arnót:[1] a név régi magyar alakváltozata[3]

Ernák, Irnik

## Gyakorisága
Az 1990-es években az Arnold ritkán, az Arnó és az Arnót szórványosan fordult elő, a 2000-es években az Arnó és az Arnót nem szerepel a 100 leggyakoribb férfinév között, az Arnold 2003–2004-ben és 2006-ban a 92-98. leggyakoribb férfinév volt.

## Névnapok
Arnold, Arnó, Arnót
- június 18.[3]
- július 18.[3]
- december 1.[3]

## Híres Arnoldok, Arnótok, Arnók
- Gross Arnold grafikus
- Arnold Schwarzenegger osztrák származású testépítő világbajnok, majd amerikai filmszínész, jelenleg politikus
- Arnold Böcklin festő
- Arnold van Gennep francia néprajzkutató
- Arnold Janssen rendalapító
- Arnold Ruge német író
- Arnold Schönberg zeneszerző
- Arnold von Siemens német vállalkozó
- Arnold J. Toynbee történész
- Arnold Zweig író